# Kviteseid
Kviteseid és un municipi situat al comtat de Telemark, Noruega. Té 2.448 habitants (2016) i la seva superfície és de 708,46 km². El centre administratiu del municipi és el poble homònim. Va ser establert l'1 de gener de 1838.
L'economia del municipi és caracteritzada per la silvicultura, l'agricultura, el turisme i l'energia hidroelèctrica. El canal de Telemark passa per Kviteseid. També hi ha diverses estacions d'esquí a Kviteseid, com ara Vrådal.
Dins del municipi de Kviteseid, es troba el petit poble de Morgedal, també conegut com el "bressol de l'esquí modern" ("Skisportens vugge") i la llar de Sondre Nordheim. Allí, la flama olímpica va ser encesa pels Jocs Olímpics d'Hivern de 1952 a Oslo, pels Jocs Olímpics d'Hivern de 1960 a Squaw Valley, i pel Jocs Olímpics d'Hivern de 1994 a Lillehammer.
El municipi limita amb Seljord al nord-oest; amb Nome a l'est; amb Drangedal, Nissedal, i Fyresdal al sud; i amb Tokke a l'oest. El punt més alt és Sveinsheia, a 1.141 metres sobre el nivell del mar.